# Magnus Montilius
Magnus Magni Montilius, död december 1676 i Flisby församling, Jönköpings län, var en svensk präst i Flisby församling.

## Biografi
Magnus Montilius blev 1642 student vid Uppsala universitet och avlades magisterexamen därstädes 1649. Han blev samma år konsistorienotarie i Linköping och konrektor vid Norrköpings trivialskola 1650. Montilius blev 1657 kyrkoherde i Flisby församling. Han avled i december 1676 i Flisby församling.